# 阿部大樹 (バレーボール)
阿部 大樹（あべ だいき、2000年2月16日 - ）は、日本の男子バレーボール選手である。

## 来歴
埼玉県川口市出身。姉の影響で小学1年生の頃からバレーボールを始める。
埼玉栄高等学校を経て、2018年、筑波大学に進学。2019年、全日本大学選手権大会（全日本インカレ）で準優勝。4年生となる2021年、秋季関東大学1部リーグでベストセッター賞を受賞。同年、V.LEAGUE DIVISION1 MEN（V1男子）に所属するJTサンダーズ広島の内定選手となった。
2022年、大学卒業後に、JTサンダーズ広島に入団した。2022年10月22日、入団1シーズン目となる2022-23 V.LEAGUE DIVISION1 MENの開幕戦、VC長野トライデンツ戦でスタメンに抜擢され、Vリーグデビューを果たした。試合でもチームの勝利に貢献した。

## 所属チーム
- 埼玉栄高等学校（2015-2018年）
- 筑波大学（2018-2022年）
- JTサンダーズ広島/広島サンダーズ（2022年-）

## 受賞歴
- 2021年 秋季関東大学1部リーグ ベストセッター賞